# 남부메뚜기쥐
남부메뚜기쥐(Onychomys torridus)는 비단털쥐과에 속하는 설치류의 일종이다. 멕시코와 미국 애리조나주, 캘리포니아주, 네바다주, 뉴멕시코주, 유타주에서 발견된다. 독에 대한 저항성을 가진 것으로 유명하여, 언제나 독성이 아주 높은 종인 애리조나나무껍질전갈을 죽여서 먹는다.